# Pseudocythere britannica
Pseudocythere britannica is een mosselkreeftjessoort uit de familie van de Bythocytheridae. De wetenschappelijke naam van de soort is voor het eerst geldig gepubliceerd in 1986 door Horne.